# WASP-49
WASP-49とは、地球からうさぎ座の方向に636光年 (195パーセク) 離れた位置にある連星系である。2つの恒星の間の距離は443 au である。主星（WASP-49A）はG型主系列星で、表面温度は5,600 K (5,330 °C; 9,620 °F) である。WASP-49は太陽に比べて重元素の割合が低い。金属量（[Fe/H]）は-0.23で、これは太陽に含まれる鉄の量の59%であることを意味している。
| 太陽 | WASP-49A  |
| ---- | --------- |
| 太陽 | Exoplanet |

## 惑星系
2012年、Monika Lendlが先導するチームによってWASP-49Aの周囲にWASP-49b（WASP-49Ab）と命名された太陽系外惑星が発見された。WASP-49bは平衡温度が1369±39 K のホット・ジュピターである。
2017年、WASP-49bの周囲には広大なナトリウム層が存在していることが判明した。2019年にハッブル宇宙望遠鏡の近紫外線データを使用した研究では、マグネシウムや鉄などの金属による明確な吸収特性が発見された。ガス状のマグネシウムと鉄は重力で惑星に束縛されていないが、磁気的に捕らえられている可能性がある。WASP-49bの周囲のナトリウム層は、潮汐加熱されたイオと類似した太陽系外衛星によるものである可能性がある。2024年10月には、5年間の研究結果が発表され、ナトリウム層は恒星や惑星ではなく、WASP-49bの周囲を公転する別の天体が由来である可能性が高いが、層の正確なダイナミクスはまだ解明されていないことが示された。
| 名称 （恒星に近い順） | 質量                  | 軌道長半径 （天文単位） | 公転周期 (日) | 軌道離心率 | 軌道傾斜角  | 半径           |
| --------------------- | --------------------- | ----------------------- | ------------- | ---------- | ----------- | -------------- |
| b                     | 0.399+0.029 −0.027 MJ | 0.0379+0.0010 −0.0011   | 2.7817387(56) | <0.026     | 84.89±0.19° | 1.115±0.047 RJ |